# Museo de Arte Moderno de San Francisco
El Museo de Arte Moderno de San Francisco (en inglés: San Francisco Museum of Modern Art, o SFMOMA) es un gran museo de arte moderno y un monumento de la ciudad de San Francisco.
El museo abrió en 1935 gracia a su fundadora Grace L. Mc Cann Morley (directora también entre 1935 y 1958) como Museo de Arte de San Francisco, siendo el primer museo en la costa Oeste dedicado exclusivamente al arte del siglo XX. En su 60.º aniversario, el museo ocupaba los pisos superiores del Edificio Memorial de los Veteranos de Guerra en el Centro Cívico. Bajo la dirección de Henry T. Hopkins (1974-1986) el museo adquirió reputación internacional.
En una gran transformación y expansión, en 1995 el museo se trasladó a su ubicación actual, 151 Third Street, junto a Yerba Buena Gardens en el distrito SOMA y de su icónica instalación arquitectónica diseñada por el arquitecto suizo Mario Botta. Imitando al preeminente Museo de Arte Moderno (MoMA) en Nueva York, el museo re-marcó su propia sigla como "SFMoMA".
En 2008, el museo comenzó la construcción de una azotea jardín, añadiendo 1340 m². El jardín al aire libre está diseñado para ser una galería sin techo y se espera que abra en la primavera de 2009. Anualmente, el museo alberga más de veinte exposiciones y más de trescientos programas educativos.
El museo tiene en su colección importantes obras de Jackson Pollock, Richard Diebenkorn, Paul Klee, Marcel Duchamp y Ansel Adams, entre otros. La famosa serie de cine Arte en Cine se inició en SFMOMA en 1946 por el cineasta Frank Stauffacher. 
Recientemente, el museo sufrió cambios en su presencia en la web, añadiendo un blog donde los visitantes y el personal puede discutir sobre el museo o el arte en general. También está disponible en línea una biblioteca digital a fin de que a la colección permanente se pueda acceder y ser vista desde cualquier parte del mundo. 
El 14 de junio de 2008, el museo revisó su  política pública de fotografías, para permitir que se fotografiasen las colecciones permanentes y exposiciones especiales. 
El St Regis Museum Tower, W Hotel San Francisco y el edificio PacBell se encuentran justo al lado del museo.